# Hebesiphon monticulus
Hebesiphon monticulus is een slakkensoort uit de familie van de Siphonariidae. De wetenschappelijke naam van de soort is voor het eerst geldig gepubliceerd in 1940 door Tom Iredale.